# Eren Albayrak
Eren Albayrak (Istanbul, 23 aprile 1992) è un calciatore turco, difensore del Vanspor.

## Carriera

### Club
Il debutto da professionista arriva nel 2007 con la maglia del Bursaspor.

### Nazionale
Conta molte presenze con selezioni minori della Nazionale turca.

## Palmarès
- Campionato turco: 1

Bursaspor: 2009-2010